# Alan Cunningham

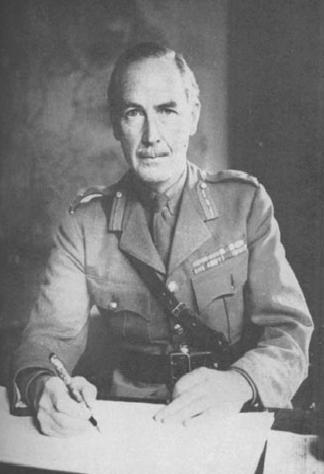
General
Alan Cunningham

Alan Gordon Cunningham GCMG, KCB, DSO, MC (Dublin, Irlanda, 1 de maio de 1887 — Tunbridge Wells, Inglaterra, 30 de janeiro de 1983) foi oficial do Exército Britânico, notório por suas vitórias contra as forças italianas na Campanha da África Oriental durante a Segunda Guerra Mundial. Era o irmão mais novo de Andrew Cunningham, almirante-de-esquadra da Marinha Real Britânica.

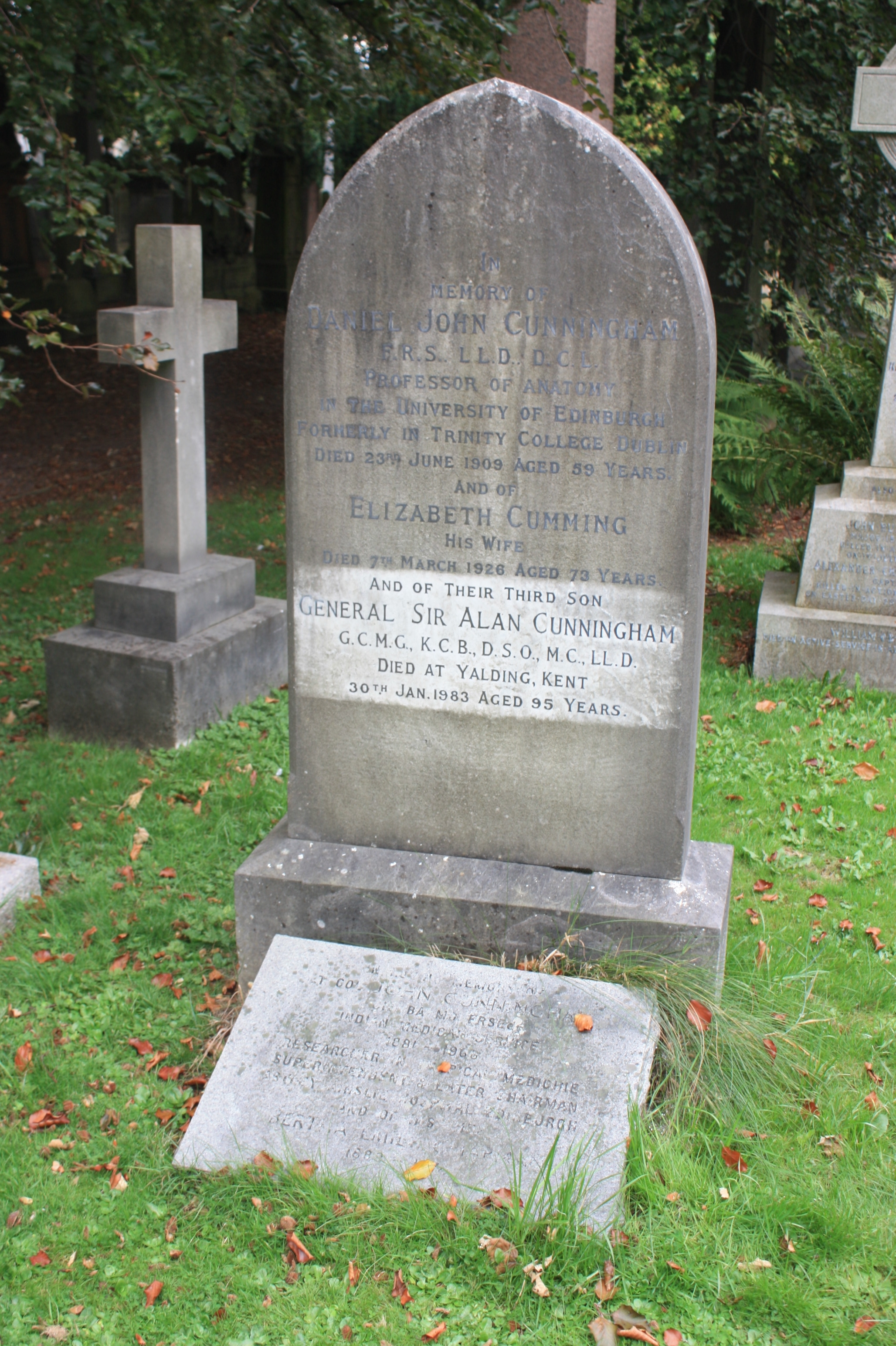
Sepultura no Cemitério de Dean